# Финале УЕФА Лиге Европе 2022.
Финале УЕФА Лиге Европе 2022. била је завршна утакмица Лиге Европе у сезони 2021/22, 51. сезоне другог по јачини европског клупског фудбалског такмичења које се одржава под окриљем УЕФА и 13. сезоне од када је оно преименовано из Куп УЕФА у УЕФА Лига Европе. Финале се играло 18. маја 2022. године, на Стадиону Рамон Санчез Писхуан у Севиљи у Шпанији, између немачког Ајнтрахта из Франкфурта и шкотског Рејнџерса.
Првобитно је требало да се овогодишње финале одигра на Пушкаш арени у главном граду Мађарске, Будимешти. Међутим, због пандемије ковида 19 током 2020. године, дошло је до одлагања и премештања тадашњег финала будући да је УЕФА од домаћина финала Лиге шампиона и Лиге Европе затражила да их одложе у својим градовима за годину дана. Као резултат тога, Будимпешта ће, уместо 2022, угостити финалисте Лиге Европе 2023. године.
Ајнтрахт Франкфурт је добио меч пошто је био успешнији у пенал-серији резултатом 5 : 4, након што је резултат после продужетака био 1 : 1. Ајнтрахт је тако по други пут у својој историји подигао трофеј Купа УЕФА, односно Лиге Европе, и постао је прва екипа из Немачке још од 1997. године која је освојила ово такмичење. Као победник, Ајнтрахт ће имати прилику да учествује у УЕФА суперкупу 2022. против првака Лиге шампиона 2021/22. и такође му је обезбеђено место у групној фази Лиге шампиона наредне сезоне.

## Учесници
Такмичење је носило назив Куп УЕФА до 2009, а назив УЕФА Лига Европе користи се од 2010.
| Тим                | Наступи у претходним финалима (подебљана година означава победника те године) |
| ------------------ | ----------------------------------------------------------------------------- |
| Ајнтрахт Франкфурт | 1 (1980)                                                                      |
| Рејнџерс           | 1 (2008)                                                                      |

## Пут до финала
Напомена: Резултати финалиста су наведени на првом месту (Д — домаћин; Г — гост).
| Клуб               | У | П | Н | И | ДГ | ПГ | ГР | Б  |
| ------------------ | - | - | - | - | -- | -- | -- | -- |
| Ајнтрахт Франкфурт | 6 | 3 | 3 | 0 | 10 | 6  | +4 | 12 |
| Олимпијакос        | 6 | 3 | 0 | 3 | 8  | 7  | +1 | 9  |
| Фенербахче         | 6 | 1 | 3 | 2 | 7  | 8  | −1 | 6  |
| Ројал Антверпен    | 6 | 1 | 2 | 3 | 6  | 10 | −4 | 5  |

| Клуб         | У | П | Н | И | ДГ | ПГ | ГР  | Б  |
| ------------ | - | - | - | - | -- | -- | --- | -- |
| Олимпик Лион | 6 | 5 | 1 | 0 | 16 | 5  | +11 | 16 |
| Рејнџерс     | 6 | 2 | 2 | 2 | 6  | 5  | +1  | 8  |
| Спарта Праг  | 6 | 2 | 1 | 3 | 6  | 9  | −3  | 7  |
| Брендби      | 6 | 0 | 2 | 4 | 2  | 11 | −9  | 2  |

## Позадина
Ово је било Ајнтрахтово треће финале у неком Уефином клупском такмичењу. Године 1960, немачки клуб је играо финале Купа европских шампиона 1960. против Реала из Мадрида, које је изгубио, а двадесет година касније, 1980, успео је да освоји Куп УЕФА, победивши у финалу Борусију Менхенгладбах. Ајнтрахт је постао први клуб из Немачке који је успео доћи до финала неког европског клупског такмичења после Бајерна (финале ЛШ 2020) и први је немачки финалиста Купа УЕФА/Лиге Европе још од Вердера (финале Купа УЕФА 2009). 
Ово је било Рејнџерсово пето финале у неком Уефином клупском такмичењу. Године 1972, клуб из Глазгова је успео да освоји Куп победника купова, а изгубио је у финалима 1961. и 1967. као и у Европском суперкупу 1972. и у финалу Купа УЕФА 2008. Пласиравши се у овогодишње финале, Рејнџерс је постао први клуб из Шкотске који је успео да се домогне неког европског финала још од 2008. Од 1983. године, Шкотска тражи свог шампиона неког европског клупског такмичења, када је Абердин последњи пут узео неку европску титулу — Европски суперкуп. Такође, ниједан шкотски клуб није успео да освоји нити Куп УЕФА, нити реформисану Лигу Европе.
Две екипе су се досад среле двапут у европским такмичењима — у полуфиналу Купа шампиона 1959/60, када је Ајнтрахт оба пута био успешнији у двомечу.

## Утакмица

### Детаљи
„Домаћин” (из административних разлога) изабран је додатним жребом који се одржао након жребова за четвртфинале и полуфинале такмичења.
| Ајнтрахт Франкфурт                        | 1 : 1 (п. с. н.) | Рејнџерс                                    |
| ----------------------------------------- | ---------------- | ------------------------------------------- |
| - Боре 69’                                | Извештај         | - Арибо 57’                                 |
| Пенали                                    |                  |                                             |
| - Ленц - Хрустић - Камада - Костић - Боре | 5 : 4            | - Таверније - Дејвис - Арфилд - Ремзи - Руф |

| Ајнтрахт Франкфурт | Рејнџерс |

| Г              | 1  | Кевин Трап          |  |      |
| О              | 35 | Тута                |  | 58’  |
| О              | 18 | Алмами Туре         |  |      |
| О              | 2  | Еван Ндика          |  | 100’ |
| С              | 36 | Ансгар Кнауф        |  |      |
| С              | 8  | Џибрил Соу          |  | 106’ |
| С              | 17 | Себастијан Роде (к) |  | 90’  |
| С              | 10 | Филип Костић        |  |      |
| С              | 29 | Јеспер Линдстрем    |  | 70’  |
| С              | 15 | Даичи Камада        |  |      |
| Н              | 19 | Рафаел Сантос Боре  |  |      |
| Замене:        |    |                     |  |      |
| Г              | 31 | Јенс Грал           |  |      |
| О              | 22 | Тимоти Чендлер      |  |      |
| О              | 24 | Дени да Коста       |  |      |
| О              | 25 | Кристофер Ленц      |  | 100’ |
| С              | 6  | Кристијан Јакић     |  | 90’  |
| С              | 7  | Ајдин Хрустић       |  | 106’ |
| С              | 20 | Макото Хасебе       |  | 58’  |
| С              | 23 | Јанс Петер Хаве     |  | 70’  |
| С              | 27 | Ајмен Баркок        |  |      |
| Н              | 9  | Сам Ламерс          |  |      |
| Н              | 21 | Рагнар Ахе          |  |      |
| Н              | 39 | Гонсало Пасијенсија |  |      |
| Тренер:        |    |                     |  |      |
| Оливер Гласнер |    |                     |  |      |

| Г                     | 1  | Алан Макгрегор      |     |      |      |
| О                     | 2  | Џејмс Таверније (к) |     |      |      |
| О                     | 6  | Конор Голдсон       |     |      |      |
| О                     | 3  | Калвин Басеј        |     |      |      |
| О                     | 31 | Борна Баришић       |     | 117’ |      |
| С                     | 8  | Рајан Џек           |     | 74’  |      |
| С                     | 4  | Џон Лундстрам       |     |      |      |
| Н                     | 14 | Рајан Кент          |     |      |      |
| С                     | 23 | Скот Рајт           | 73’ | 74’  |      |
| Н                     | 18 | Глен Камара         |     | 91’  |      |
| Н                     | 17 | Џо Арибо            | 62’ | 101’ |      |
| Замене:               |    |                     |     |      |      |
| Г                     | 28 | Роби Макрори        |     |      |      |
| Г                     | 33 | Џон Маклохлин       |     |      |      |
| О                     | 26 | Леон Балогун        |     |      |      |
| О                     | 43 | Леон Кинг           |     |      |      |
| С                     | 10 | Стивен Дејвис       |     | 74’  |      |
| С                     | 16 | Арон Ремзи          |     |      | 117’ |
| С                     | 19 | Џејмс Сендс         |     | 101’ |      |
| С                     | 37 | Скот Арфилд         |     | 91’  |      |
| С                     | 51 | Алекс Лаури         |     |      |      |
| Н                     | 9  | Амад Дијало         |     |      |      |
| Н                     | 25 | Кемар Руф           |     | 117’ |      |
| Н                     | 30 | Фешн Сакала         |     | 74’  | 117’ |
| Тренер:               |    |                     |     |      |      |
| Ђовани ван Бронкхорст |    |                     |     |      |      |

| Играч утакмице: · Кевин Трап (Ајнтрахт Франкфурт) Помоћне судије: · Томаж Кланчник · Андраж Ковачић · Четврти судија: · Срђан Јовановић · ВАР: · Пол ван Букел · Помоћне судије за ВАР-ом: · Јуре Прапротник · Алехандро Ернандез Ернандез · Роберто Дијаз Перез дел Паломар | Правила: - Регуларни део утакмице траје 90 минута; - Уколико је резултат нерешен, играју се продужеци у трајању од 30 минута; - Уколико је резултат и даље нерешен, изводе се једанаестерци; - Сваки тим има дванаест играча на клупи; - Дозвољено је укупно извршити пет измена, с тим да се у продужецима може извршити и шеста измена. |

### Статистике
| Ставка               | Ајнтрахт Франкфурт | Рејнџерс |
| -------------------- | ------------------ | -------- |
| Постигнуто голова    | 0                  | 0        |
| Укупно удараца       | 11                 | 3        |
| Удараца у оквир гола | 3                  | 1        |
| Одбрана              | 1                  | 3        |
| Посед лопте          | 41%                | 59%      |
| Корнера              | 4                  | 2        |
| Прекршаја            | 7                  | 3        |
| Офсајда              | 0                  | 1        |
| Жутих картона        | 0                  | 0        |
| Црвених картона      | 0                  | 0        |

| Ставка               | Ајнтрахт Франкфурт | Рејнџерс |
| -------------------- | ------------------ | -------- |
| Постигнуто голова    | 1                  | 1        |
| Укупно удараца       | 6                  | 3        |
| Удараца у оквир гола | 1                  | 1        |
| Одбрана              | 0                  | 1        |
| Посед лопте          | 53%                | 47%      |
| Корнера              | 5                  | 0        |
| Прекршаја            | 4                  | 7        |
| Офсајда              | 2                  | 1        |
| Жутих картона        | 0                  | 2        |
| Црвених картона      | 0                  | 0        |

| Ставка               | Ајнтрахт Франкфурт | Рејнџерс |
| -------------------- | ------------------ | -------- |
| Постигнуто голова    | 0                  | 0        |
| Укупно удараца       | 5                  | 8        |
| Удараца у оквир гола | 0                  | 4        |
| Одбрана              | 4                  | 0        |
| Посед лопте          | 46%                | 54%      |
| Корнера              | 2                  | 0        |
| Прекршаја            | 7                  | 0        |
| Офсајда              | 0                  | 0        |
| Жутих картона        | 0                  | 0        |
| Црвених картона      | 0                  | 0        |

| Ставка               | Ајнтрахт Франкфурт | Рејнџерс |
| -------------------- | ------------------ | -------- |
| Постигнуто голова    | 1                  | 1        |
| Укупно удараца       | 22                 | 14       |
| Удараца у оквир гола | 4                  | 6        |
| Одбрана              | 5                  | 4        |
| Посед лопте          | 47%                | 53%      |
| Корнера              | 11                 | 2        |
| Прекршаја            | 18                 | 10       |
| Офсајда              | 2                  | 2        |
| Жутих картона        | 0                  | 2        |
| Црвених картона      | 0                  | 0        |